# Huangsha (socken i Kina, Guangxi)
Huangsha (kinesiska: 黄沙瑶族乡, 黄沙) är en socken i Kina. Den ligger i den autonoma regionen Guangxi, i den södra delen av landet, omkring 340 kilometer nordost om regionhuvudstaden Nanning. Antalet invånare är 4703. Befolkningen består av 1 950 kvinnor och 2 753 män. Barn under 15 år utgör 13,0 %, vuxna 15-64 år 75 %, och äldre över 65 år 10,0 %.
Genomsnittlig årsnederbörd är 2 339 millimeter. Den regnigaste månaden är juni, med i genomsnitt 487 mm nederbörd, och den torraste är oktober, med 61 mm nederbörd.